# Rhytiphora obenbergeri
Rhytiphora obenbergeri är en skalbaggsart som beskrevs av Stefan von Breuning 1938. Rhytiphora obenbergeri ingår i släktet Rhytiphora och familjen långhorningar. Inga underarter finns listade i Catalogue of Life.